# Husain Ahmad Madani

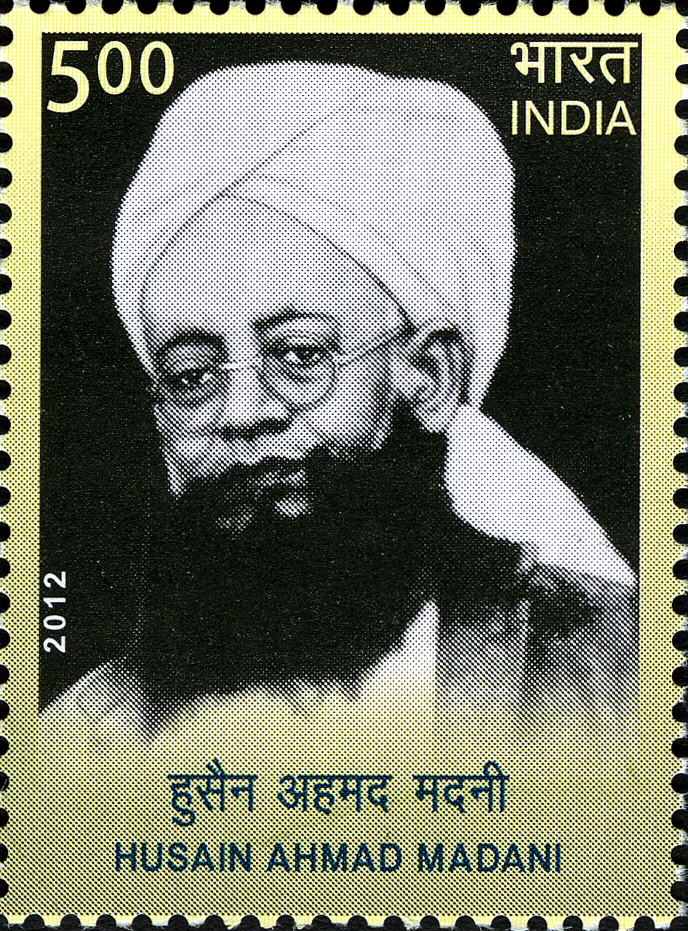
Husain Ahmad Madani (2012)

Husain Ahmad Madani (geboren 6. Oktober 1879; gestorben 1957) war ein politischer Aktivist, islamischer Gelehrter und Unterstützer Gandhis im indischen Unabhängigkeitskampf. 1892, im Alter von 13 Jahren, trat er in die islamische Hochschule in Deoband ein und wurde in den Grundsätzen des Sufismus unterrichtet. Nach seinem Studienabschluss wanderte er mit seiner Familie nach Medina aus und unterrichtete während 18 Jahren die Prinzipien von Fiqh (Usūl al-fiqh), Hadith sowie Koranexegese. 1919 wurde er der erste Präsident der neu gegründeten Gelehrtenorganisation Jamiat Ulema-e-Hind und behielt diese Position bis zu seinem Tod 1957. Er widersetzte sich der Teilung Indiens und dem Aufbau von Pakistan. 1954 wurde er als einer der Ersten mit dem Padma Bhushan (Lotusorden) ausgezeichnet.